# Литвин Ярослава Ігорівна
Яросла́ва І́горівна Литви́н (нар. 24 березня 1986, Вілючинськ, Камчатська область, РСФРР) — сучасна українська письменниця, романістка, упорядниця літературних збірок. Авторка книжок «Вілла у Сан-Фурсиско», «Рік розпусти Клауса Отто Баха».

## Біографія
Ярослава Литвин народилася у закритому військовому містечку (зараз Вілючинськ) на Камчатці, в українській сім'ї.
Батько, Литвин Ігор Іванович, служив у Військово-Морському флоті СРСР, у підводних силах. Мама, Литвин Аеліта Василівна, у той час очолювала невелику військову бібліотеку, нині вона — доцентка Кафедри видавничої справи та редагування НТУУ «КПІ». 1992 року Ігор Іванович вийшов на військову пенсію і сім'я перебралася до Білої Церкви.
У 1993 році Ярослава пішла до школи. 1-3 клас закінчила у білоцерківській школі № 11, з 5 до 11 класу вчилася у білоцерківській спеціалізованій школі № 9 з поглибленим вивченням іноземних мов. У 2003-2008 рр. навчалася у КНУКіМ. За освітою — фахівець з реклами та піару.
З 2019 року одружена з українським поетом, викладачем Вроцлавського університету Андрієм Шийчуком. З 2020 року проживає у Вроцлаві в Польщі.
Від початку російського вторгнення в Україну в лютому 2022 року Ярослава Литвин веде волонтерську діяльність: збирає гуманітарну допомогу, організувала та реалізовує проєкт «Несамовита кухня» з приготування сухих сумішей для супів та інших теплих страв для українських захисників та захисниць.

## Творча діяльність
Професійна письменницька кар'єра Ярослави Литвин розпочалася у 2006 році. Над дебютним романом «Ігри» письменниця працювала 2 місяці і писала його спеціально для Міжнародного літературного конкурсу «Коронація слова». Твір отримав відзнаку конкурсу й того ж року вийшов друком у видавництві «Нора-Друк». У віці 20 років Ярослава Литвин стала наймолодшою лауреаткою «Коронації слова» за всю історію існування конкурсу. Наступний роман «Пухнаста» було опубліковано 2007 року.
2015 року вийшла друком повість «Роза Вітрів». Твір отримав премію Літературного конкурсу видавництва «Смолоскип». Був презентований також і в Польщі, уривки повісті були перекладені польською мовою та опубліковані в інтернет-виданні «Salon Literacki».
Два наступні романи письменниці, «Рік розпусти Клауса Отто Баха» (2021) та «Не мій дім» (2021), стали дипломантами конкурсу «Коронація слова» та увійшли до довгих списків Літературної премії «Книга року BBC».
2024 року, у видавництві «Фабула», побачили світ роман «Вілла у Сан-Фурсиско» та, впорядкована письменницею, збірка оповідань сучасних українських авторів «Не чіпай, то на свята!».
У творчому доробку Ярослави Литвин також є коротка проза та поезія.

### Романи
- Ігри. — Київ : Нора-Друк, 2006. — 152 с. — ISBN 966-2961-02-Х.
- Пухнаста. — Київ : Нора-Друк, 2007. — 240 с. — ISBN 978-966-2961-18-8.
- Рік розпусти Клауса Отто Баха. — Харків : Фабула, 2021. — 272 с. — ISBN 978-617-09-6549-3.
- Не мій дім. — Харків : Фабула, 2021. — 352 с. — ISBN 978-617-522-042-9.
- Вілла у Сан-Фурсиско. — Харків : Фабула, 2024. — 336 с. — ISBN 978-617-522-172-3.

### Повісті
- Роза Вітрів. — Київ : Смолоскип, 2015. — 224 с. — ISBN 978-966-1676-31-1.

### Оповідання
- Єлизавета Аветівна Шахатуні // Це зробила вона. — Видавництво, 2018. — С. 59. — ISBN 978-966-97574-4-9.
- Справа про таємницю подорожнього // Агенція «Незалежність». — Навчальна книга — Богдан, 2021. — С. 159-171. — ISBN 978-966-10-6644-0.
- Довгопоїзд // Tu już nie jest się takim jak wszyscy. 1 i 101 dzień Ukraińców w Polsce / pod redakcją Ryszarda Kupidury. — I. — Poznań : Wydawnictwo Miejskie Posnania, 2023. — С. 17-36. — ISBN 978-83-7768-358-3.
- Найгірший з усіх Миколаїв // Не чіпай, то на свята! / упоряд. Я. Литвин. — Харків : Фабула, 2024. — С. 203-226. — (Сучасна проза України) — ISBN 978-617-522-319-2.

### Видання мовами світу
- Литовська література
  - Jaroslava Lytvyn. Klauso Oto Bacho nuopolio metai = Рік розпусти Клауса Отто Баха / Donata Rinkevičienė (Vertėjas). — Sofoklis, 2022. — 256 с. — ISBN 978-609-4444-71-5.
- Польська література
  - Jarosława Łytwyn. Rok rozpusty Klausa Ottona Bacha = Рік розпусти Клауса Отто Баха / Julia Celer (Tłumaczenie). — Książnica, 2023. — 304 с. — ISBN 978-832-7164-02-5.

## Нагороди та відзнаки
Ярослава Литвин є лауреаткою конкурсів «Коронація слова» та Літературного конкурсу видавництва «Смолоскип». Її роман «Рік розпусти Клауса Отто Баха» увійшов до довгих списків Літературної премії «Книга року BBC — 2021» та книжкової премії «Еспресо. Вибір читачів 2021», роман «Не мій дім» — до довгих списків премії «Книга року BBC — 2022».
Вибрані відзнаки та нагороди:
- 2006 — Диплом конкурсу «Коронація слова — 2006» у номінації «Роман» за книгу «Ігри»[14][15]
- 2015 — ІІ премія у номінації «Проза» Літературного конкурсу видавництва «Смолоскип» за повість «Роза Вітрів»[16]
- 2019 — Диплом конкурсу «Коронація слова — 2019» у номінації «Роман» за книгу «Рік розпусти Клауса Отто Баха»[17]
- 2021 — Диплом конкурсу «Коронація слова — 2021» у номінації «Роман» за книгу «Не мій дім»[18]